# تيبور كريستوف
تيبور كريستوف (بالمجرية: Kristóf Tibor)‏ هو ممثل مجري، ولد في 20 مارس 1942 في ميشكولتس في المجر، وتوفي في 2 سبتمبر 2009 في بودابست في المجر.

## وصلات خارجية
- تيبور كريستوف على موقع IMDb (الإنجليزية)
- تيبور كريستوف على موقع قاعدة بيانات الفيلم (الإنجليزية)